# Neptun (Radar)

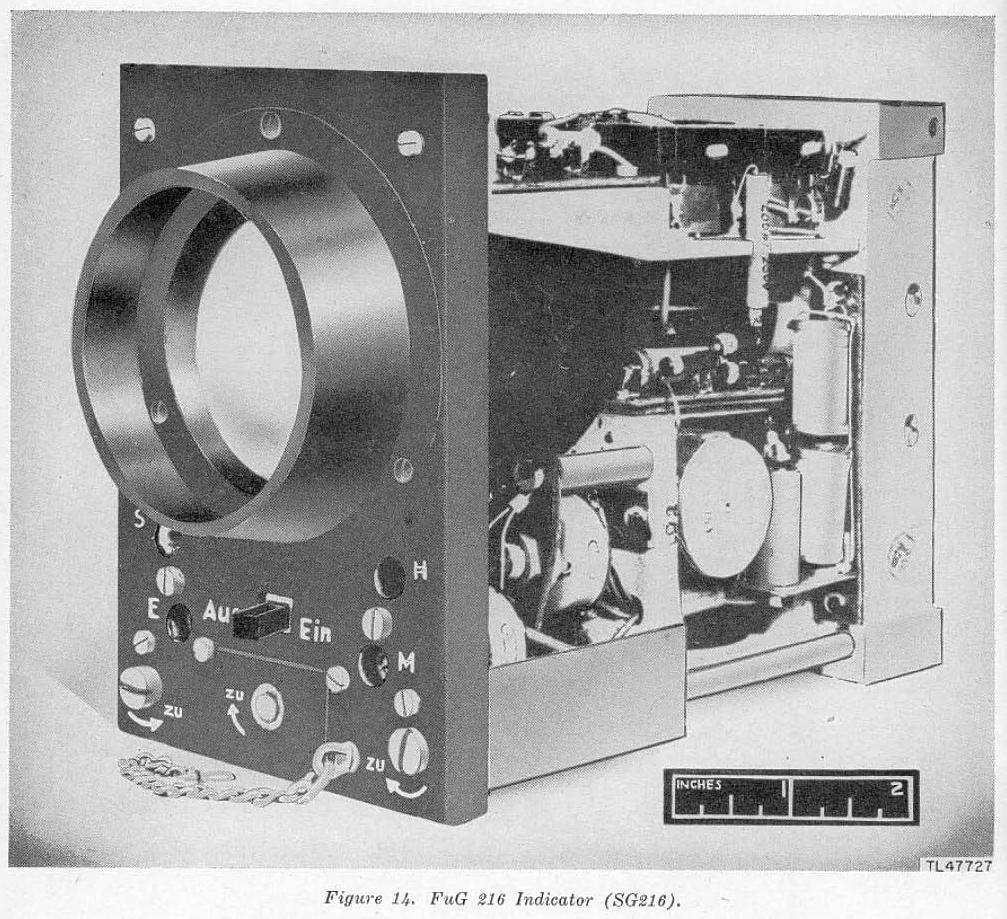
Sichtgerät von FuG 218 Neptun

Neptun war der Deckname für eine Reihe von Radargeräten, die im Zweiten Weltkrieg vom Deutschen Reich in verschiedenen Flugzeugtypen als aktive Zielsuchgeräte eingesetzt wurden. Üblich war eine Kombination mit einem sogenannten Rückwärtswarngerät (Bezeichnungszusatz V/R). Das Neptun, das in Frequenzbändern im VHF-Bereich arbeitete, sollte als Übergangslösung dienen, bis die geplanten Geräte im SHF-Bereich, wie das FuG 240 „Berlin“, verfügbar waren.

## Varianten
FuG 216: Nur Versuchsserie zur Verfahrensklärung
Versuchsweise erfolgte ein Einbau in die Fw 190 A-6/R11 und Bf 109 G-6. Die Maschinen wurden bis März 1944 bei der Nachtjagdgruppe 10 eingesetzt, dann wurden einige Maschinen bei der 6./JG 300 (Kommando Plöger) ausgerüstet.
- Hersteller: Flugfunkforschungsinstitut Oberpfaffenhofen (FFO)
- Ausführung R1 (Rückwärtswarngerät)

- Frequenz: 182 MHz
- Leistung: 1 kW
- Sende- und Empfangsantennen als Yagi-Antenne, unter bzw. auf der Tragfläche angeordnet
- Ein Anzeigegerät mit Entfernungsangabe

- Ausführung V (Nachtjagdgerät für einmotorige Jäger)

- Frequenz: 125 MHz
- Leistung: 1,2 kW Effektive Strahlungsleistung
- Reichweite: 500 m bis 3500 m
- Antennen als Stacheln oder bei Fw 190 als Yagi an rechter und linker Tragfläche.

FuG 217: Wurde vorzugsweise in Ju 88 G-6 eingebaut, nur wenige Bf 110 G-4, He 219 oder Me 262 erhielten das Neptun. Es konnte mit dem Zusatzgerät Elfe gekoppelt werden, das automatisch die Entfernung zum Ziel maß und die Bordwaffen bei einer vorher eingestellten Entfernung abfeuerte.
- Hersteller: FFO
- Ausführung R2 (Rückwärtswarngerät)
- Ausführung J2 (Nachtjagdgerät für einmotorige Jäger)
- Ausführung V/R (Kombiniertes Nachtjagd- und Rückwärtswarngerät für zweimotorige Jäger)

- Zwei Rastfrequenzen: 158 und 187 MHz
- Suchwinkel: 120°
- Reichweite: 400 m bis 4000 m
- Antennen als Stachel- und Yagi-Antennen.

FuG 218: In Serie gebaut
- Hersteller: Siemens/FFO

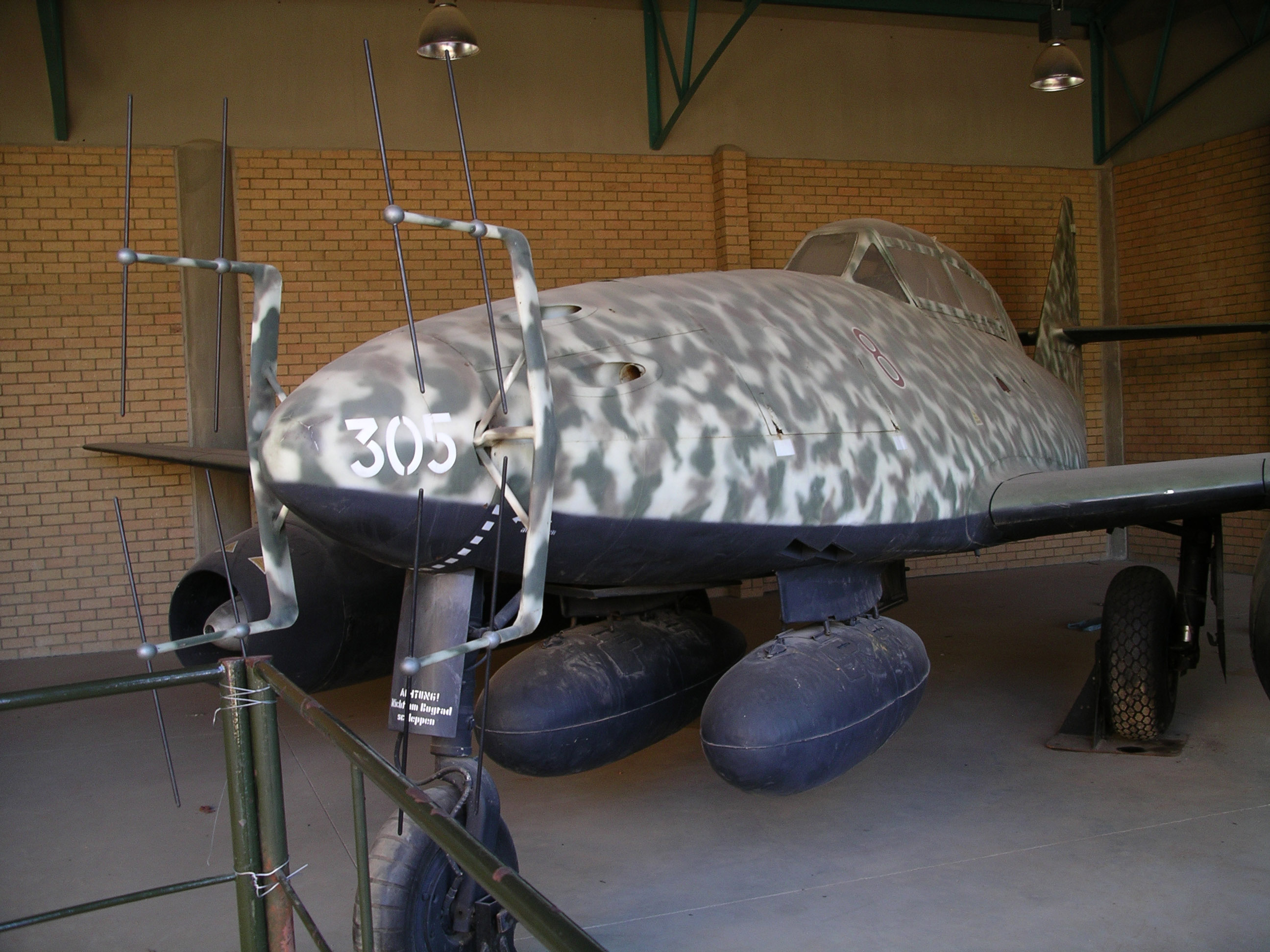
Radargerät FuG 218 Neptun an Me 262

- Ausführung R3 (Rückwärtswarngerät)
- Ausführung J3 (Nachtjagdgerät für einmotorige Jäger)
- Ausführung V/R (Kombiniertes Nachtjagd- und Rückwärtswarngerät für zweimotorige Jäger)

- Sechs Rastfrequenzen: 158 bis 187 MHz
- Suchwinkel: 120°
- Reichweite: 120 m bis 5000 m
- Gewicht: 50 kg
- Antennen für R3 und J3 als Stachel- für V/R als Yagi-Antennen ausgebildet.

- Ausführung G/R (Kombiniertes Nachtjagd- und Rückwärtswarngerät für zweimotorige Jäger)

- Nur ein Stück gebaut. Der 2-kW-Sender wurde durch einen mit 30 kW ERP ersetzt, wodurch sich die Reichweite auf bis zu 10 km vergrößerte. Das Gerät war für die Do 335 vorgesehen. Die Antenne war eine Yagi.